# Lajos Szűcs
Lajos Szűcs, född 10 december 1943 i Apatin i dåvarande Ungern (i nuvarande Serbien), död 12 juli 2020 i Budapest, var en ungersk fotbollsspelare som ingick i det ungerska lag som tog OS-guld i fotbollsturneringen vid de olympiska sommarspelen 1968 i Mexico City. Vid de olympiska sommarspelen 1972 i München blev det OS-silver i fotbollsturneringen.